# Emperador de Vietnam
El título de emperador (vietnamita: hoàng đế, derivado del chino huángdì) de Vietnam fue el título de los monarcas vietnamitas desde la fundación de la dinastía Đinh en el 968 hasta la disolución de la dinastía Nguyễn y la abolición de la monarquía en 1945.

## Antecedentes históricos y creación
Según la tradición vietnamita, el Estado vietnamita fue fundado por el legendario Kinh Dương en el año 2789 a. C. Él y sus sucesores adoptaron el título de Vương, probablemente un derivado del título chino de "rey" (wáng). Sin embargo, las primeras fuentes históricas no aparecen hasta el 257 a. C., año en el An Dương fundó el Reino de Áu Lac. El Estado no sobrevivió a la muerte de su fundador y, en el 207 a. C., fue reemplazada por el reino de Nanyue, establecido por un señor de la guerra del Imperio chino. El territorio fue formalmente transformado en una colonia en el 111 a. C., dando inicio a un periodo de mil años de dominación china.
Los vietnamitas recuperaron su independencia en el año 938 y establecieron la Dinastía Ngô, pera esta se fragmentó rápidamente durante la Anarquía de los doce señores. Este periodo terminó en el 968 con la subida al poder de Đinh Bộ Lĩnh, quien unificó Vietnam y asumió por primera vez el título imperial de hoàng đế. Los monarcas adaptaron el título de los Emperadores de China (huángdì) y asumieron el Mandato del Cielo, concepto que perduraría fuertemente en la cultura vietnamita incluso durante la era de Vietnam del Norte.

## Abolición
En 1945, el Viet Minh —conformado por una coalición entre nacionalistas y comunistas— tomó el poder a través de la Revolución de agosto. A inicios del mismo año, el Imperio del Japón había tomado control de la Indochina francesa, que fue reemplazada por el Imperio de Vietnam, un Estado títere. Japón se rindió ante los Aliados en agosto, momento en el que el Viet Minh, liderado por Ho Chi Minh, inició la toma del poder. El último emperador de Vietnam, Bảo Đại, abdicó al trono el 25 de agosto y reconoció a Ho como el jefe de Estado de la nación, poniendo fin a la milenaria monarquía. Para muchos vietnamitas, este evento legitimó el gobierno de Ho Chi Minh, que fue considerado por muchos como el nuevo portador del Mandato del Cielo.

## Dinastías
| Nombre       | Duración  |
| Đinh         | 968-979   |
| Lê Temprana  | 979-1009  |
| Lý Posterior | 1009-1225 |
| Trần         | 1225-1400 |
| Hồ           | 1400-1407 |
| Lê           | 1428-1527 |
| Mạc          | 1528-1592 |
| Lê           | 1592-1788 |
| Tay Son      | 1788-1802 |
| Nguyễn       | 1802-1945 |